# 1,2,3-triazool
1,2,3-triazool is een heterocyclische organische verbinding met als brutoformule C2H3N3. Het behoort samen met het structuurisomeer 1,2,4-triazool tot de triazolen. 1,2,3-triazool komt voor als een kleurloze vloeistof, die zeer goed oplosbaar is in water. Het is een basische aromatische verbinding (pKa = 1,2).

## Synthese
Gesubstitueerd 1,2,3-triazool kan bereid worden middels de azide-alkyn-Huisgen-cycloadditie, dit is de specifieke Huisgen-1,3-dipolaire cycloadditie. Hierin reageren een gesubstitueerd azide en een alkyn tot een gesubstitueerd 1,2,3-triazool:
De Huisgen-additie vereist warmtetoevoer en gaat door op hoge temperatuur zonder katalysator. De reactie is niet regioselectief: de alkynrest R2 kan zowel aan het koolstofatoom op positie 4 of 5 gebonden zijn, zoals in de volgende reactievergelijking is aangegeven:
Er bestaat ook een variante die gebruikmaakt van een koper(I)katalysator, bijvoorbeeld koper(I)chloride of koper(I)jodide, waarmee de reactie op kamertemperatuur doorgaat. Die reactie is wel regioselectief: ze geeft enkel de 1,4-digesubstitueerde triazolen. Een andere variante gebruikt een rutheniumcomplex als katalysator zoals Cp*RuCl(PPh3)2, Cp*Ru(COD) en Cp*[RuCl4], deze geven aanleiding tot exclusieve vorming van 1,5-digesubstitueerde triazolen. Het reactiemechanisme van deze varianten verschilt van dat van de Huisgen-additie.

## Stabiliteit en reactiviteit
In vergelijking met andere organische en anorganische verbindingen waarbij 3 stikstofatomen naast elkaar voorkomen (zoals aziden), is 1,2,3-triazool een opvallend stabiele verbinding. Flash-pyrolyse bij 500°C in vacuüm leidt tot vorming van stikstofgas en aziridine. De Dimroth-omlegging is een voorbeeld van een reactie met 1,2,3-triazool, waarbij endo- en exocyclische stikstofatomen van plaats wisselen (omleggen).

## Toepassingen
1,2,3-triazool is een nuttige uitgangsstof voor de synthese van verschillende geneesmiddelen, waaronder tazobactam.